# Galium abaujense
Galium abaujense là một loài thực vật có hoa trong họ Thiến thảo. Loài này được Borbás mô tả khoa học đầu tiên năm 1896.